# 岩川站
岩川站（日语：／ Iwagawa eki */?）是一個位於鹿兒島縣大隅町岩川（現時曾於市）的日本國有鐵道（國鐵）志布志線車站。在1987年（昭和62年）3月28日與志布志線一同停用。

## 停用前車站結構
- 為大隅町的中心車站。
- 相對式月台2面2線，旁邊有車廠。

## 歷史
- 1924年3月25日：志布志線末吉～大隅松山[1]，開始營運，為中途站。
- 1980年10月1日：車站成為無人站。
- 1987年3月28日：與志布志線一同停用。

## 鄰近車站
日本國有鐵道
志布志線
岩北站 - 岩川站 - 大隅松山站

## 現狀
車站位置現在為大隅合同廳。